# Gare du Cendre - Orcet
Gare du Cendre - Orcet – stacja kolejowa w Le Cendre, w departamencie Puy-de-Dôme, w regionie Owernia-Rodan-Alpy, we Francji.
Jest stacją Société nationale des chemins de fer français (SNCF), obsługiwaną przez pociągi TER Auvergne.

## Położenie
Znajduje się na wysokości 350 m n.p.m., na km 434,131 linii Saint-Germain-des-Fossés – Nîmes, pomiędzy przystankami Sarliève - Cournon i Les Martres-de-Veyre.